# Шершни (станция)
Шершни — остановочный пункт Челябинского региона Южно-Уральской железной дороги, на участке Полетаево I — Челябинск-Главный.
До Челябинск-Главный — 5 км, до Полетаево I — 21 км.
Осуществляется посадка и высадка пассажиров на (из) поезда пригородного и местного сообщения. Прием и выдача багажа не производятся. Осуществляется прием и выдача грузов повагонными и мелкими отправками, загружаемых целыми вагонами, только на подъездных путях и местах необщего пользования.